# Пенни, Лори
Лори Пенни (англ. Laurie Penny; 28 сентября 1986, Вестминстер, Лондон) — британская феминистка, блогер, журналистка и писательница. Она писала статьи в The Guardian и New Statesman, является автором нескольких книг по феминизму.

## Биография
Имеет ирландские, еврейские и мальтийские корни. Пенни училась в Брайтон-колледже, а затем изучала английскую литературу в Вадхэм-колледже в Оксфордском университете.
Лори Пенни начала свой блог «Penny Red» в 2007, он был включён в шортлист премии Оруэлла в 2010. Она начала свою карьеру как сотрудник редакции журнала One in Four и позднее работала репортёром и помощником редактора в социалистической газете Morning Star. Позднее стала публиковать книги, составленные из статей со своего блога. В своих статьях и книгах Пенни критикует современный капитализм и либерализм и занимается изучением положения женщин в современном капиталистическом обществе.
В 2015 году немецкое издание Die Zeit назвало Пенни «самой важной молодой феминисткой на данный момент».

## Книги
- Meat Market: Female Flesh Under Capitalism (Zero Books, 2011)
- Penny Red: Notes from the New Age of Dissent (Pluto Press, 2011)
- Discordia: Six Nights in Crisis Athens (Random House, 2012)
- Unspeakable Things: Sex, Lies and Revolution (Bloomsbury Publishing, 2014)
- Everything Belongs to the Future (Tor.com, 2016)